# Prodidomus redikorzevi
Prodidomus redikorzevi är en spindelart som beskrevs av Sergei Aleksandrovich Spassky 1940. Prodidomus redikorzevi ingår i släktet Prodidomus och familjen Prodidomidae. Inga underarter finns listade i Catalogue of Life.